# Judith Heumann
Judith Heumann (pronunciado /ˈdʒuːdɪθ ˈhjuːmən/) (Filadelfia, 18 de diciembre de 1947-Washington D. C., 4 de marzo de 2023) fue una activista estadounidense por la lucha de los derechos de las personas con discapacidad. A través de su trabajo en el Banco Mundial y el Departamento de Estado de los Estados Unidos ha liderado el desarrollo de la lucha internacional por los derechos de las personas con discapacidad. Sus contribuciones extendieron el alcance internacional del movimiento de vida independiente. Esta enterreda en el cementeraio  de  Judean Memorial Gardens en la ciudad de Olney, en el condado de  Montgomery,en el estado de Maryland,Estados Unidos.

## Biografía

### Primeros años
Nacida en Filadelfia, Pensilvania fue criada en Brooklyn, Nueva York en el seno de una familia de judíos alemanes. A los 18 meses de edad contrajo poliomielitis, enfermedad que la llevó a utilizar una silla de ruedas la mayor parte de su vida. Desde temprana edad Judith afrontó dificultades y discriminación por su condición, por ejemplo, en la escuela pública local no la querían admitir porque representaba un peligro para los incendios debido a que no era capaz de caminar.

### Campamento de verano Jened
Desde los 9 a los 18 años de edad asistió al campamento de verano para personas con discapacidad llamado “Jened” ubicado en Hunter, Nueva York. En este lugar conoció otra gente con condiciones similares a la de ella. De esta manera, debatiendo y reflexionando sobre los derechos de personas con discapacidad, se convertiría en activista. La historia de este campamento fue destacada en el documental Crip Camp.

### Educación
Judith fue educada por muchos años en su hogar. Finalmente, logró asistir a la universidad de Long Island en donde estudió terapia de lenguaje. Fue en estos años en donde organizó varias protestas con otros estudiantes, demandando acceso a las aulas a través de rampas y el derecho a vivir en las residencias universitarias, pese a tener una discapacidad. En 1975, obtiene una maestría en salud pública en la Universidad de California en Berkeley.

### Logros destacados

#### Ley de rehabilitación de 1973
En 1970, a Heumann se le niega la licencia para enseñar, debido a que no se la consideraba capaz de escoltar a sus alumnos en caso de incendio. Judith termina ganando un juicio al comité de educación por este asunto y se convierte en la primera maestra en enseñar en sillas de ruedas en la ciudad de Nueva York. Debido a este episodio y a la cantidad de cartas que recibió ese año de gente expresando otros casos de discriminación, decide fundar una organización civil llamada discapacitados en acción. La primera protesta protagónica que esta agrupación ejecutó, fue parar el tráfico en la avenida Madison para protestar el veto efectuado por Richard Nixon, en octubre de 1972, a la ley de rehabilitación de 1973, que prohibía a empleadores discriminar a personas con discapacidad. El expresidente republicano vuelve a vetar la ley una vez más en marzo de 1973, hasta que finalmente, en septiembre de 1973 se vuelve oficialmente ley.

#### Centro para la vida independiente
Desde 1975 hasta 1982 fue vicedirectora y cofundadora del centro para la vida independiente, siendo responsable por la implementación de programas nacionales para la rehabilitación, investigación y educación especial.

#### Sección 504
En 1977, lideró junto a otros activistas como Kitty Cone, una sentada pidiendo al secretario de salud y bienestar de los Estados Unidos, Joseph Califano, que firme la sección 504 de la ley de rehabilitación de 1973, el cual sostiene que a ninguna persona con discapacidad se la puede discriminar y negar beneficios o acceso a programas que reciben asistencia financiera por parte del Estado.

#### Activismo internacional y trabajo para el gobierno estadounidense
De 1983 hasta 1993 fue cofundadora junto a Ed Roberts del instituto mundial de la discapacidad. De 1993 a 2001, trabajó de secretaria asistente de la oficina de educación especial y servicios de rehabilitación del departamento de educación de los Estados Unidos, administrado bajo la presidencia de Bill Clinton.
De 2002 a 2006, Heumann trabajó como primera concejal de discapacidad y desarrollo para el Banco Mundial. De 2010 a 2017, bajo la administración de Obama, trabajó como concejal especial en derecho internacional para personas con discapacidad para el Departamento de Estado de los Estados Unidos.

### Autoría
En 2020 publicó un libro titulado Being Heumann: An Unrepentant Memoir of a Disability Rights Activist (en español: Siendo Heumann: memorias impenitentes de una activista por los derechos de las personas con discapacidad).

## Medios
Judith aparece en los documentales Crip Camp y The Power of 504. En octubre de 2016, ofreció una charla para TED. El 4 de marzo de 2020 fue entrevistada por Trevor Noah en The Daily Show.

## Distinciones
Judith Heumann posee 6 doctorados honoris causa:
1. Universidad de Rowan, Honoris Causa en humanidades, 2019.[42]
2. Colegio Universitario de Middlebury, Honoris Causa en educación, 2019.[43]
3. Colegio Universitario de Brooklyn, Honoris Causa en letras, 2018.[44]
4. Universidad de Toledo, Ohio, Honoris Causa en servicio público, 2004.[25]
5. Universidad de Illinois en Urbana-Champaign, Honoris Causa en administración pública, 2001.[25]
6. Universidad de Long Island, Honoris Causa en letras, 1994.[25]